# ビビンバ
ビビンバ（朝鮮語: 비빔밥）は、韓国語・朝鮮語で混ぜご飯を意味する朝鮮半島における代表的な料理の一つ。ビビンパ、ピビムパプ、ビビンバブ、ピビンパップなどとも表記される。丼にご飯を入れ、その上にナムルや肉、ぜんまい、なます、卵などの具を載せた料理で、コチュジャンやごま油などの調味料をかけ、匙でかき混ぜて食べる。ビビンバの起源は祭祀の際先祖に供えて残った飯、肉、ナムルを混ぜて食べたという説、農耕の手伝いの人々に振舞う食材を野外で一度に混ぜて食べたことに由来する説、冬至の日に作り置いた総菜を年が明けても食べるのを嫌い、飯に混ぜ年越しまでに食べきったという説、他にも諸説あり、1998年に大韓航空が機内食として提供したビビンバが『世界最高の機内食賞』を受賞したことをきっかけに世界に広く知れ渡った。

## ビビンバの呼称・表記
ビビンバの呼称、表記は全国チェーン展開のコンビニ商品や飲食店ではビビンバであるものの、地域の韓国料理店などによっては以下のような表記揺れの場合がある。
| 書籍名                   | 見出し語 | 語釈にある表記       |
| ------------------------ | -------- | -------------------- |
| 広辞苑（第６版）         | ビビンバ | ピビムパプ           |
| 大辞泉（第２版）         | ビビンバ | ピビンパ・ピビムパプ |
| 三省堂国語辞典（第７版） | ビビンバ | ビビンパ             |
| 明鏡国語辞典（第２版）   | ビビンバ | ビビンバブ           |
| 集英社国語辞典（第３版） | ビビンバ | ピビンパップ         |

2014年「毎日ことばplus」（毎日新聞）調べ。

## 語源・発音
「ピビン」（비빔）が「混ぜ」（「비비다」（混ぜる）の名詞形）、「パプ」（밥）が「飯」の意味である。
発音表記上のハングルは비빔빱となる。日本語においては「ビビンバ」という表記が通例とされるが、実際には[pibimpʼap̚]「ピビンパッ」のように発音される。

## 種類
食堂や家庭において一般的なメニューであり、「ポトン（普通の）ピビンバ」（보통 비빔밥）などとも呼ばれる。店の一角に並べられた具を客が取れるようにしているところも見られる。
載せる具は多様で、ユッケを載せた「ユッケピビンバ」、タコや貝などを載せた海鮮系の「ヘムル（海物）ビビンバ」のほか、生野菜を多く載せた野菜ビビンバなどがある。具材は多くないが、野菜を載せた上に辛口の味噌だれをかけるテンジャンビビンバなどもある。
土地の名物となっているピビンバもある。全羅北道の「全州ピビンバ」が特に知られ、国の無形文化財にもなっており、平壌の冷麺、開城の湯飯（タンパン）とともに朝鮮半島三大名菜に数えられている。そのほか、ユッケが具の中心となり、ヘジャンククと一緒に食べる慶尚南道の晋州の晋州ピビンバ、海産物を中心とする統営市の統営ビビンバなどがある 。自治体が「ご当地ピビンバ」の開発とそのアピールを推進しているところもある。

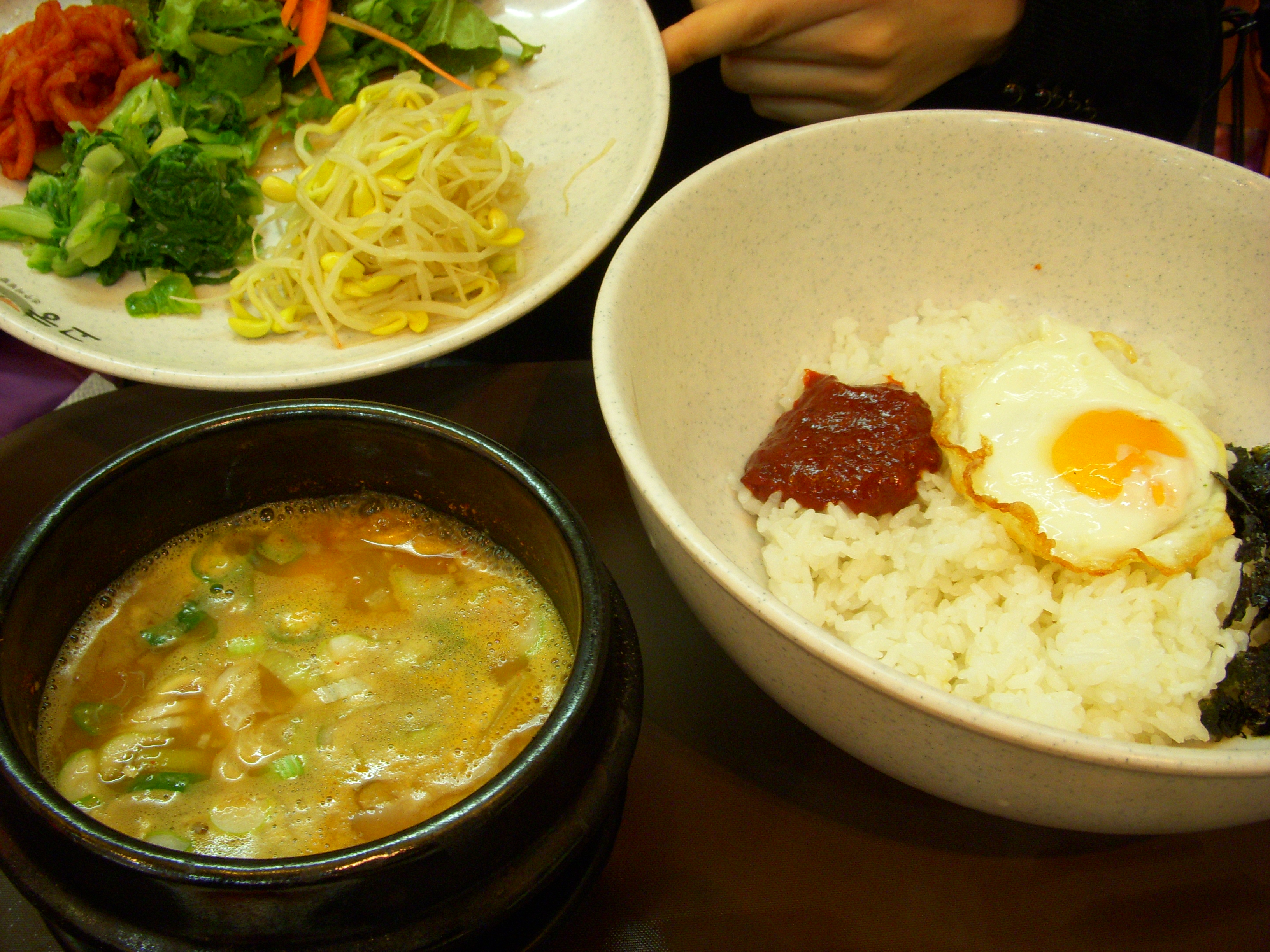
ご飯と具を別々に供するスタイル。左下はテンジャンチゲ
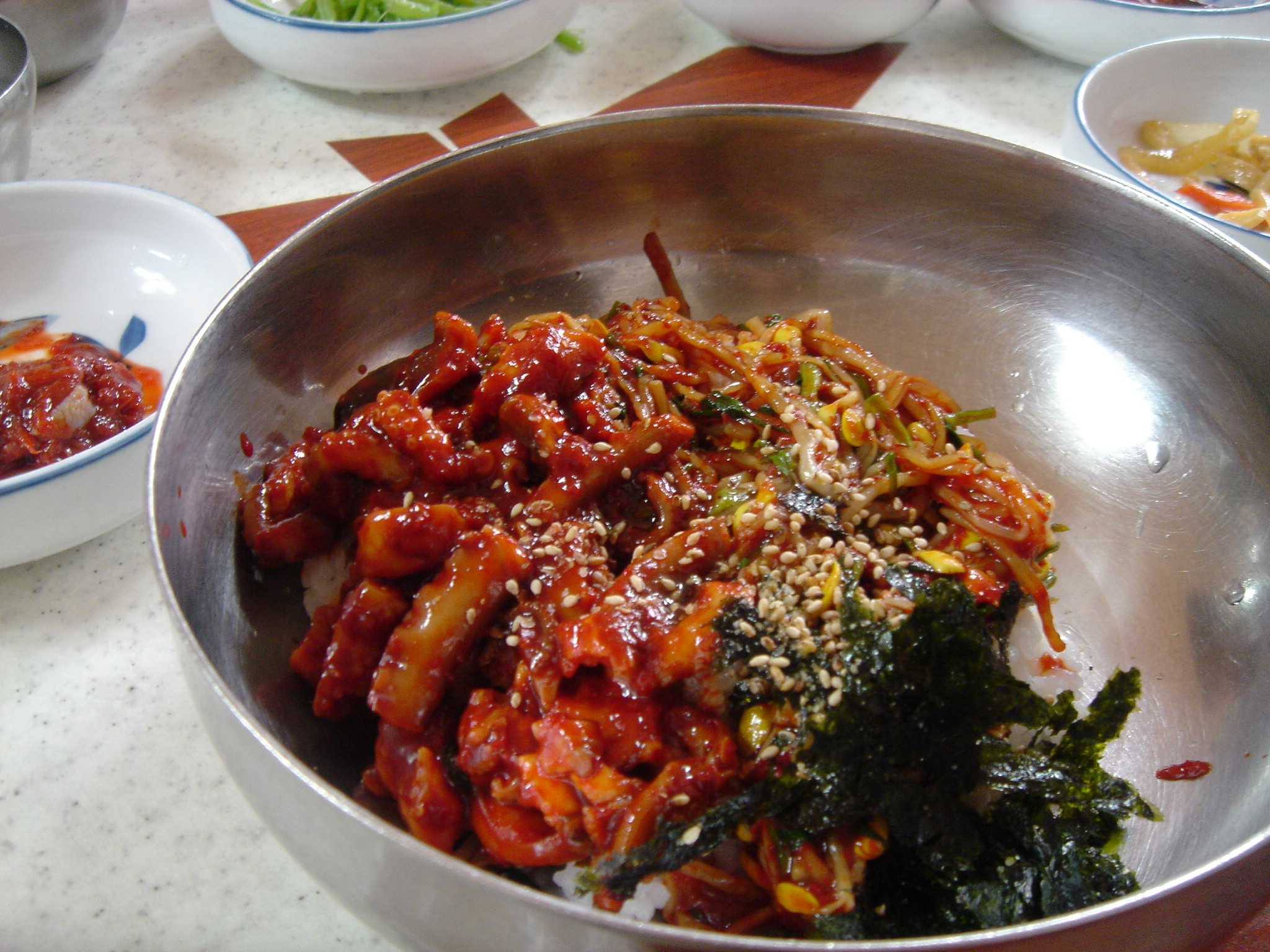
タコの辛味炒めを乗せたナクチビビンバ
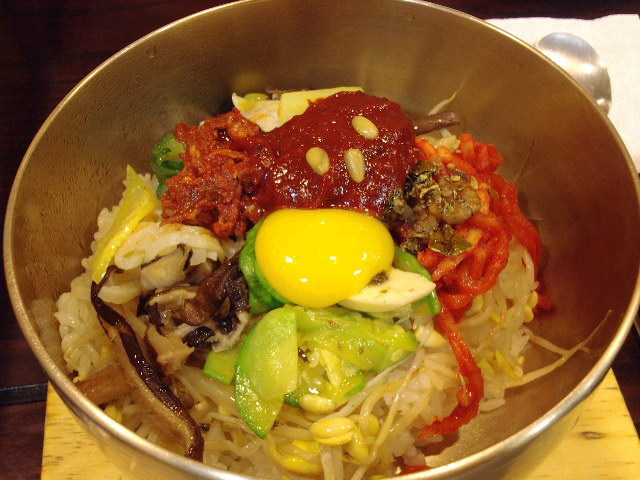
全州ビビンバ
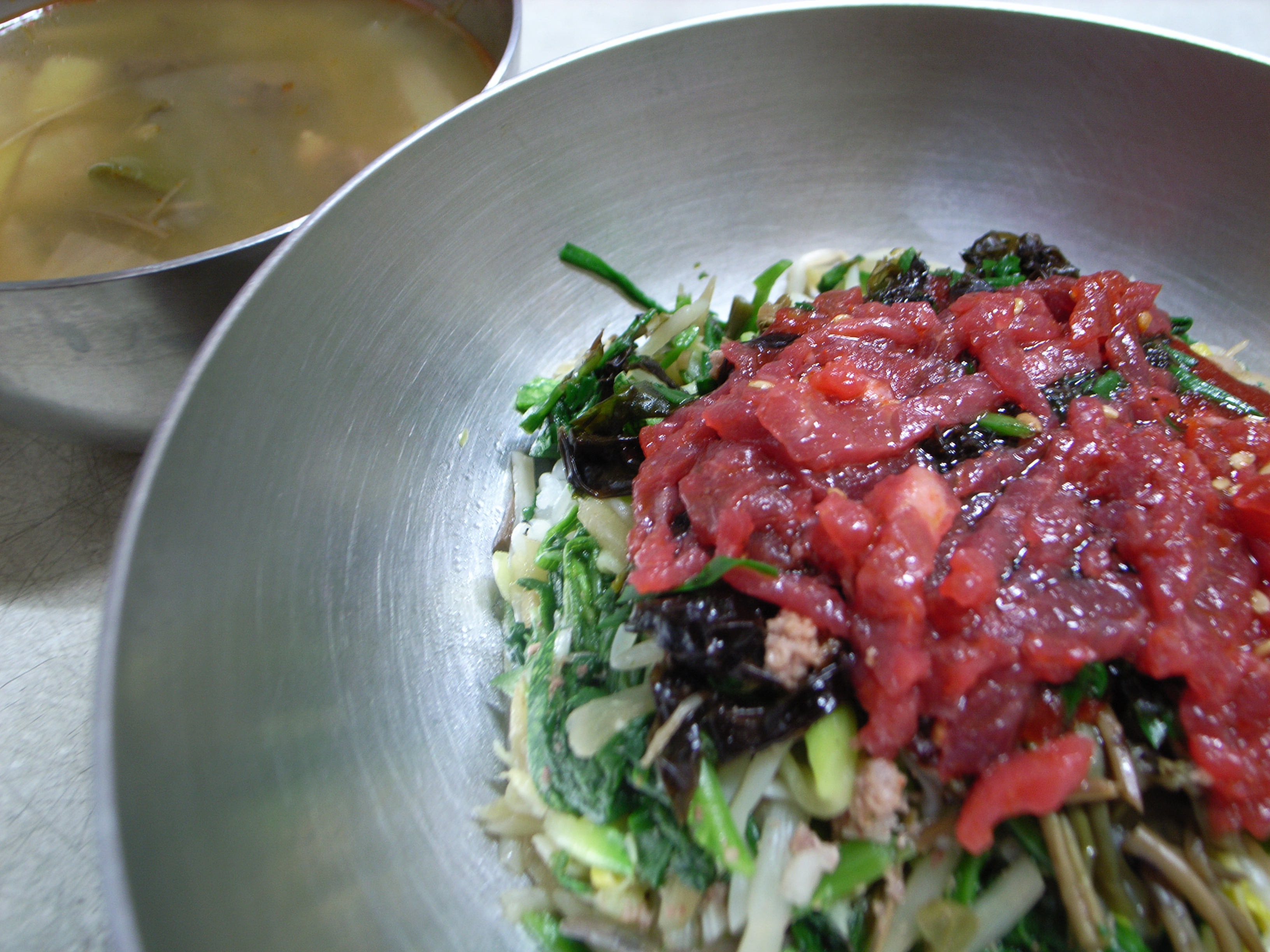
晋州ビビンバ

## 歴史
キム・ヨンボクによればビビンバが文献で最初に言及されるのは1800年代末期にまとめられたとされる「是議全書（시의전서）」で、「ゴルドンバン（骨董飯）･汨董飯（ブヒムバフ부븸밥）」と表記されていた。卵を含まないこと以外はほぼ現在のビビンバと同様のものである。また時代は遡るが同じく朝鮮末期の東国歳時記（1849年）によれば江南（揚子江）地方では伝統的な食べ物として盤遊飯が良く作られており、これが骨董飯である。
明の「字学集要」にも骨董飯（ゴルドンバン）についての記述があり、これは魚肉などをあらかじめ合わせておくもので調理方法が異なる。
なお骨董飯（こっとうはん、ごもくめし）については江戸時代には日本でも存在し、『名飯部類』の中で『あわび、揚げ麩、玉子焼き、シイタケ、松葉、三つ葉、セリを飯上に置いて蒸らし、混ぜ合わせ、汁かけにする』食べ物として紹介されている。字学集要は中国明代の書籍で、骨董飯が起源だと仮定すれば、料理の歴史は相当に古い。ただし字学集要が述べる「骨董飯」と是議全書に示された「骨董飯」は調味法や材料などが異なるもので（これは日本「名飯部類」による骨董飯についても同様であるが）、ある種の調理方法をもって朝鮮土着の料理にその名称を移入しただけの可能性があり、あるいは中国由来の料理が朝鮮風に改良されたものであるともみられ、詳細は推測の域を出ない。
起源については韓国内でも意見が分かれており、朝鮮王朝時代の宮廷料理から始まったという説、高麗時代にモンゴル（後の元）が攻めてきた時に王が避難先で食べたという（蒙塵）説、庶民料理から始まったという説、東学革命説、飲福（正月に先祖と食べ物を分かち合う風習:直接的には正月の酒）説などがある。
韓国観光公社では「大晦日に残った食べ物は新年まで持ち越さない風習があり、残った食べ物をご飯とまぜて食べたのがビビンバの始まり」と説明する。また旧正月や秋夕（旧暦8月15日）などの特別な日に先祖への敬意を顕すためにたくさん料理をつくり、その残りをビビンバにして食べるとのこと。
庶民料理説については、農家が農繁期に供した、或いは祭祀の際に供物を下げてその場で食したなどの説があり、総体的には何らかの事情でおかずを盛るための多くの器を使用できなかったことがきっかけだとする説が多い。
いずれの説も巷間よく論ぜられるものの、確固たる出典・論拠は得られていない。
現代では、韓国の代表的な料理のひとつとなって家庭・飲食店などで広く供されている。大韓航空は国際線の機内食にこのビビンバを取り入れており、1998年には国際トラベルケータリング協会 (International Travel Catering Association) が主催するマーキュリー賞 (The Mercury Award) の最高賞を受賞した。

### 石焼ビビンバ

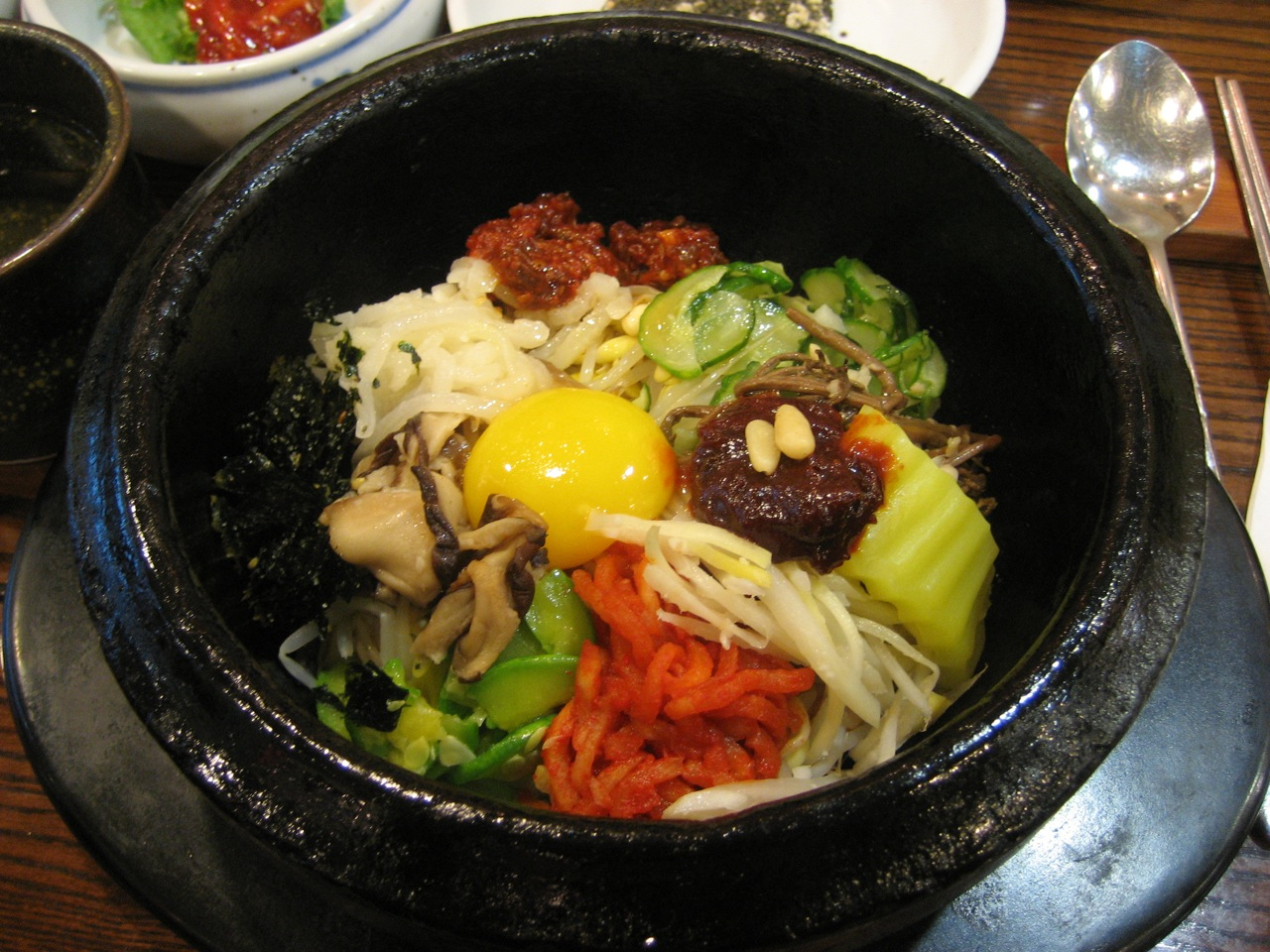
石焼ビビンバ

石焼ビビンバ（돌솥 비빔밥）は石釜にご飯を炊き、その上に各種ナムルと細かく刻んで炒めた牛肉、コチュジャンなどをのせた後、温めて提供するビビンバである。 石焼ビビンバは角閃石で作られた食器とビビンバが合わさった形で、一説によると、角閃石の食器は百済で貴族層と富裕層によって愛用されていたもので、朝鮮半島では昔から黄海道海州と全羅道の長水で生産される角閃石だけで製作されている。 石焼の特性上、温度が均等に維持されるため、食事を終えるまで温かいご飯が食べられ、別途に提供された器にご飯を溶いた後、容器に水を注ぐと、お焦げとスンニュン（숭늉）を一緒に楽しめるという長所がある。
石焼ビビンバは全羅北道全州の全州中央会館（전주중앙회관）の社長だったナムグンソン（남궁성）が初めて開発したと知られている。1960年半ば、全州郵便局（現全州慶園郵便局）の近くではビビンバを専門的に販売する食堂同士が競争を繰り広げていた。 各食堂は固有のレシピで客を集めており、中央会館もまた独自のビビンバ開発のために孤軍奮闘していた。現地の大部分の食堂は調理法に関心があった時に、ナムグンソンはビビンバを長い間暖かく食べられる方案を模索し、結局全羅北道の長水郡で生産されている蝋石にまで考えが及んだ。数回の失敗の末、ナムグンソンは1969年ビビンバを盛って食べられる蝋石の器の開発に成功し、この蝋石の器にビビンバを盛って販売しながら「全州コプドルビビンバ」（전주곱돌비빔밥）という名前で商標登録まで終えた。その後、客はこのビビンバを元の名称だった全州コプドルビビンバプではなく、石焼ビビンバという名前で呼び始めた。

## 日本におけるビビンバ
日本では焼肉店のご飯ものメニューの一部であった。その後、一部の牛丼チェーン店のメニューにもなった。現在では生卵を用いるのが一般的であるが、朝鮮半島の伝統的なレシピでは卵は用いず日本においても元々は卵の薄焼きを乗せていた。
室町時代には「芳飯（ほうはん）」という、ご飯にかまぼこ、栗、おろししょうが、卵の薄焼き、菜をあえたもの、揚げたこんぶ、みょうが、花ガツオ、のりを掛けた料理があったという。京都の茶人・嘯夕軒宗堅が書いた『料理網目（もうもく）調味抄』(享保15年(1730年)刊)では様々な炊き込みご飯が紹介されている。京都の医師・杉野権兵衛が書いた『名飯部類』(享和2年(1802年)刊)の「骨董飯（ごもくめし）」では、炊きあがる寸前に具を入れて蒸らす料理が紹介されており、色とりどりの料理であった。この当時は具を煮た汁ごとご飯に掛けた料理が主である。骨董とはいろいろなものの寄せ集めであり、色鮮やかなものであった。
なお「骨董飯」については、明治41年(1908年)に早稲田大学高等師範部の熊本謙二郎が、旧制中学校3～4年生の使用を想定して書いた英文読解の学習参考書『TWELVE SHORT STORIES(骨董飯)』(有朋堂)の序文で、12編の英文を「骨董飯」にたとえて「精鮮の材料に充分火を加へたれば胃腸を害するの憂なく、滋養の効は確かなるべし」「別に備へたる訳文の『茶』と註釈の『薬味』とを適宜に用ひて、嚥下消化の助けとなさば」とし、たとえ話にされるほど普及していたことが窺える。

## その他
2021年12月、「朝鮮族石焼きビビンパ製作技芸」は中国吉林省の「省級無形文化財」に指定された。2024年9月、韓国側はようやくこの事案を察知し、官民共に抗議をした。